# Altro che Nuovo Nuovo
Altro che Nuovo Nuovo è un album dal vivo dei CCCP - Fedeli alla linea pubblicato nel 2024. Si tratta della registrazione restaurata del primo concerto a Reggio Emilia del gruppo avvenuto il 3 giugno 1983 nella Palestra del Circolo ARCI Galileo. Il nastro magnetico Ampex originale è stato ritrovato ed esposto nel 2023 in occasione della mostra "Felicitazioni! CCCP-Fedeli alla linea 1984–2024" ai Chiostri di San Pietro.

## Tracce
Lato A
1. Live in Pankow – 3:03
2. Punk Islam – 3:17
3. Sexy Soviet (Inedito) – 2:36
4. Militanz – 2:15
5. Onde (Inedito) – 4:39

Durata totale: 15:50
Lato B
1. Stati di agitazione – 2:12
2. Kebab Träume (Inedito) – 2:21 (Gabi Delgado, Robert Görl) – cover dell'omonimo brano dei Deutsch-Amerikanische Freundschaft
3. Manifesto – 5:06
4. Valium Tavor Serenase – 1:26

Durata totale: 11:05
Lato C
1. Tu menti – 2:04
2. Mi ami? – 2:40
3. Morire – 3:56
4. CCCP – 2:31
5. Noia – 4:24

Durata totale: 15:35
Lato D
1. Sono come tu mi vuoi – 3:21
2. Emilia Paranoica – 5:24
3. Oi Oi Oi (inedito) – 3:15

Durata totale: 12:00

## Formazione
- Giovanni Lindo Ferretti - voce
- Massimo Zamboni - chitarra
- Agostino Giudici - batteria
- Umberto Negri - basso